# Nancy Dupree
Nancy Hatch Dupree (Cooperstown (Nova Iorque), 3 de outubro de 1927 – Cabul, 9 de setembro de 2017) foi uma historiadora norte-americana focada na história do Afeganistão moderno. É autora de cinco livros e foi diretora do Centro sobre o Afeganistão da Universidade de Cabul.